# Urville, Manche
Urville är en kommun i departementet Manche i regionen Normandie i norra Frankrike. Kommunen ligger i kantonen Montebourg som tillhör arrondissementet Cherbourg. År 2022 hade Urville 196 invånare.

## Befolkningsutveckling
Antalet invånare i kommunen Urville
| Referens: INSEE |